# Хребет Митчелл
Хребет Митчелл (англ. Mitchell Ranges) — горный хребет в Арнем-Ленд, на севере Австралии. Хребет растянулся на 115 км и находится в 510 км к востоку от Дарвина. Ширина хребта составляет приблизительно 15 км.
В пределах хребта находится несколько вершин, в том числе: гора Парсон (англ. Mount Parson), гора Флеминг (англ. Mount Fleming), гора Рамзи (англ. Mount Ramsay) и гора Фосетт (англ. Mount Fawcett).
Скалы, входящие в состав хребта, являются протерозойскими осадочными породами и состоят из галечных песчаников, умеренно сложенные кварцевые песчаники, полевошпатовые песчаники и аркозы.
У хребта Митчелл берут своё начало такие значимые реки, как Гойдер, Кулатонг и Букингем.